# Nicko Sensoli
Nicko Sensoli (Cidade de San Marino, 14 de junho de 2005) é um futebolista samarinês que joga como atacante. Atualmente defende a San Marino Academy e a seleção nacional.

## Carreira em clubes
Formado na San Marino Academy, Sensoli atuou em 10 jogos pelo time principal e marcou 6 gols antes de ser emprestado ao Sangiuliano City, equipe da Série D italiana, em dezembro de 2023. Pela equipe da Lombardia, disputou 6 partidas e não marcou nenhum gol.[carece de fontes?]

## Carreira na seleção
A estreia do atacante pela seleção de San Marino, onde havia jogado anteriormente pelas equipes de base, foi em março de 2024, num amistoso contra São Cristóvão e Neves, que terminou com vitória do time caribenho por 3 a 1.
Em setembro, marcou o gol que deu a vitória sobre Liechtenstein na Liga das Nações da UEFA D, a primeira de San Marino em jogos oficiais e a segunda na história da equipe, a primeira desde 2004, quando derrotou a própria seleção de Liechtenstein pelo mesmo placar.